# Aylostera tuberosa
Aylostera tuberosa es una especie de planta suculenta perteneciente al género Aylostera, dentro de la familia Cactaceae. Es endémica de Bolivia y anteriormente se le conocía como Rebutia tuberosa.

## Descripción
Aylostera tuberosa es una especie de cactus pequeño que crece formando grupos. Sus tallos van de esféricos a ovalados, de color verde claro y alcanzan un diámetro de 2 cm, con las raíces carnosas y engrosadas.
Presentan aproximadamente 16 costillas divididas en tubérculos de 2 a 3 mm y ligeramente retorcidas. Las areolas son redondeadas o ligeramente ovaladas, de 1 mm de largo, con lana blanca a marrón.  Tienen 1 o ninguna espina central de color blanco, marrón o negro y mide hasta 4 milímetros de largo. El número de espinas periféricas va de 9 a 13, entrelazadas y erizadas, de color blanco a marrón y miden hasta 2 - 3 milímetros de largo.
Las flores son de color rojo anaranjado, miden hasta 3 centímetros de largo y alcanzan un diámetro de 12,5 centímetros. Los frutos son esféricos, de color marrón rojizo, con lana y cerdas blancas. Las semillas son esféricas, ligeramente alargadas, de 1 mm de largo y de color negro mate.

## Distribución y hábitat
El área de distribución nativa de esta especie es Bolivia y crece principalmente en biomas desérticos o de matorrales secos.

## Taxonomía
La primera descripción de esta especie fue como Rebutia tuberosa, publicada en 1963 por el botánico alemán Friedrich Ritter en la revista científica Taxon 12: 28.
Más tarde, el botánico alemán Curt Backeberg trasladó la especie al género Aylostera, por lo que pasó a llamarse Aylostera tuberosa. Registró estos cambios en el libro Descriptiones Cactacearum Novarum 3 de noviembre: 5, publicado en 1963.

Etimología
- Aylostera: nombre genérico formado a partir de las palabras griegas aulos, transliterado irregularmente como aylos, (que significa 'tubo') y stereos (que significa 'sólido'), en alusión al tubo floral sólido que poseen.[4]
- tuberosa: epíteto específico que deriva de la palabra latina tuber, que significa "tubo" o "protuberancia", haciendo referencia a la raíz engrosada de esta especie.[5]

## Usos
Se cultiva principalmente como planta ornamental y su propagación se realiza normalmente a través de hijuelos o semillas.